# Shin'ya Fujiwara
Shin'ya Fujiwara (藤原 新也, Fujiwara Shin'ya, né le 4 mars 1944) dans l'arrondissement de Moji-ku de la ville de Kitakyūshū, préfecture de Fukuoka est un photographe japonais.
Il est lauréat du prix Ihei Kimura en 1977.